# Huisstijlen in het openbaar vervoer van Frankrijk
De huisstijlen in het openbaar vervoer geven vooral weer de uitvoering van grafische vormgeving die openbaarvervoerbedrijven gebruiken om zichzelf herkenbaar en onderscheidend te maken naar het publiek. Dit artikel geeft een overzicht van die huisstijlen in Frankrijk.

## Overzicht huisstijlen
| Kleur(en)                                                   | Informatie | Afbeelding         |
| Albibus                                                     | Albibus | Albibus            |
| ----------------------------------------------------------- | --- | ------------------ |
|                                                             | Bussen zijn volledig donkeroranje |                    |
| Compagnie des transports strasbourgeois (CTS)               | |                    |
|                                                             | Aquamarijne schortplaten (donkergroen), witte dikke lijn door het midden, net onder de raamlijn een bruin/grijsachtige dikke lijn                                               |                    |
| Keolis                                                      | |                    |
|                                                             | Wit met lichtblauwe golvende vlakken |                    |
| Régie autonome des transports Parisiens (RATP)              | |                    |
|                                                             | Witte basis met een blauwe vlak ter hoogte van de ramen rondom de bus en grijze schortplaten. Sommige bussen dragen geen grijze schortplaten.                                   |                    |
| Régie des transports de Marseille (RTM)                     | |                    |
|                                                             | Bussen: Witte basis met geel/blauw/roze accenten op de uiteinden van de zijkanten                                                                                               |                    |
|                                                             | Metro: Witte basis met grijze vlakken aan de onderkant. |                    |
| Société de transports en commun de Limoges Métropole (STCL) | |                    |
|                                                             | Witte basis met oranje streep bovenin en blauwe streep onderin |                    |
| Ilévia                                                      | |                    |
|                                                             | Witte basis met grijze schortplaten, een dikke groene streep rond om de bus en donkeroranje lijn op de voorkant van de bus en een lichte oranje lijn op de zijkanten van de bus | Afbeelding gewenst |